# Polyscias gracilis
Polyscias gracilis é uma magnoliophyta da família Araliaceae e endémica em Maurícia.